# Джек Коллісон
Джек Коллісон (англ. Jack Collison; нар. 2 жовтня 1988, Вотфорд) — валлійський футболіст національної збірної Уельсу. Тренер американського клубу «Атланта Юнайтед».

## Клубна кар'єра
Народився 2 жовтня 1988 року в місті Вотфорд, Англія. Вихованець юнацьких команд футбольних клубів «Пітерборо Юнайтед», «Кембридж Юнайтед» та «Вест Гем Юнайтед».
У дорослому футболі дебютував 2007 року виступами за команду клубу «Вест Гем Юнайтед», кольори якої захищає й донині.

## Виступи за збірні
Незважаючи на те, що Коллісон народився в Англії, він мав право виступати також і за збірні Уельсу, так як його дідусь був уродженцем цієї частини Великої Британії.
Протягом 2007–2011 років залучався до складу молодіжної збірної Уельсу. На молодіжному рівні зіграв у 7 офіційних матчах, забив 2 голи.
29 травня 2008 року дебютував в офіційних матчах у складі національної збірної Уельсу в товариській грі зі збірною Ісландії, яка завершилась перемогою з рахунком 1:0. Наразі провів у формі головної команди країни 13 матчів.